# José Hosken de Novaes
José Hosken de Novaes (Carangola, 7 de fevereiro de 1917 – Londrina, 31 de janeiro de 2006) foi um político brasileiro.
Filho de Américo Moreira Novaes e Maria Hosken de Novaes, mudou-se para o Rio de Janeiro para estudar direito. Em 1939 obteve o grau de bacharel em ciências jurídicas pela Faculdade Nacional de Direito. Hosken chegou a Londrina em 1941, para chefiar o departamento jurídico da prefeitura. Em 1942 a família mudou-se para Londrina, dedicando-se à advocacia.

## Vida política
De ascendência córnica, ingressou na política após o fim do Estado Novo em 1945, na União Democrática Nacional. Seu prestígio como advogado e líder ultrapassou as fronteiras do município. Exerceu assim os cargos de procurador-geral do Estado, secretário de Estado da Fazenda e membro da Comissão Estadual de Revisão de Terras e Consultas.
Em 1963 elegeu-se prefeito municipal de Londrina, com administração modelar. Eleito vice-governador em 1979, assumiu o poder para completar o período governamental, dada a desincompatibilização de Ney Braga, candidato ao Senado. No discurso de posse declarou: "Pretendo terminar este governo sem descaracterizá-lo ou renegar seus compromissos políticos".
Parcimonioso, destacou-se pela contenção de gastos, apoio às atividades culturais e proteção ao social. Presidiu, com total isenção, as eleições governamentais com transparente austeridade. Professor de direito civil, ao deixar o governo, voltou às aulas e ao seu escritório de advocacia em Londrina, onde iniciou sua vida política.
Enquanto vice-governador, Hosken teve direito a uma pequena sala, com um ou dois assessores e um velho automóvel que o levava para casa ao fim do expediente. Ao assumir o cargo, quando da desincompatibilização de Ney Braga, que tencionava voltar ao Senado, no discurso que fez, Hosken afirmou estar surpreso de ver tanta gente, porque, afinal, o que ocorria ali, naquele momento, era uma possezinha sem importância.
Apoiou os candidatos da situação sem favorecê-los com recursos públicos. Entregou as contas do governo do estado perfeitamente em ordem, fato reconhecido publicamente por seus adversários políticos.
Considerado ousado na época em que foi prefeito, José Hosken de Novaes criou o Sercomtel (Serviço de Comunicação Telefônica de Londrina) e a Cohab (Companhia de Habitação de Londrina), que construiu as primeiras casas populares na cidade. Seu governo teve um sentido altamente humanitário, voltado inteiramente para as pessoas de menores recursos. Criou o Serviço de Assistência Médica Municipal e Pronto Socorro Odontológico. Aplicou grandes recursos na área de educação, expandiu o Serviço de Água e Esgotos.
Em agosto de 2009, seu nome foi lembrado entre os três políticos citados como maiores londrinenses da história em enquete promovida pelo LondrinaMais.